# Endry
Henry De Dryver dit Endry, est un auteur de bande dessinée humoristique et illustrateur de livres jeunesse belge, connu comme collaborateur du journal Tintin.

## Biographie

### Début de carrière
On ne sait rien de la vie d'Endry. À la fin des années 1950, il réalise des illustrations pour la collection « Marabout Junior », notamment pour Les Princes du ciel de Georges Blond, Loin des sentiers battus de Stany et Les Mangeurs d'hommes de Michel Droit.

### Studio Craenhals
Dans les années 1960, il commence à travailler pour François Craenhals, faisant les décors de la série Luc Tremplin qui vivra trois aventures dans Tremplin, un périodique de la maison d'édition catholique De Goede Pers, (La Bonne Presse) de 1962 à 1965. 
Il réalise les illustrations de cinq petits livres pour enfants avec les jeunes Amérindiens Hopi et Cati dans la collection « Farandole » des éditions Casterman de 1968 à 1970 aux côtés de Craenhals et les trois volumes de la série pédagogique L'Aventure de la Science (Casterman, 1973-1977) de Jean-Claude Pasquiez. Endry a probablement également participé à la série de bandes dessinées en cours de Craenhals Les 4 As et Chevalier Ardent.

### Presse Averbode
Au cours des années 1970 et 1980, il continue à travailler à la fois pour Tremplin, ainsi que pour d'autres publications d'Averbode. En plus de participer aux productions du Studio Craenhals, il dessine également ses propres longs récits, tels que Nico et Nina, une bande dessinée humoristique sur un duo composé d'un garçon et d'une fille. En 1960, Endry crée la série Le Nouveau, dans laquelle un garçon au cœur d'or symbolise la véritable attitude chrétienne face à la vie. En 1983, il réalise avec le scénariste Yves Duval une adaptation en bande dessinée de Pinocchio : Les 1001 Aventures de Pinocchio dans Tremplin en 1984, bien que directement basée sur le roman original de Carlo Collodi au lieu de la célèbre version des studios Disney. Les illustrations d'Endry paraissent dans Bonjour — journal pour les élèves de première et deuxième année de l'enseignement primaire — et Doremi pour l'enseignement maternel d'Averbode. 
Le style graphique d'Endry a montré des influences de Berck, Mittéï et de l'école de Marcinelle, le style de dessin humoristique associé au journal Spirou.

### JournalTintin
En 1964, il fait son entrée au journal Tintin avec une nouvelle Le Merveilleux Voyage de Monsieur Noël aux côtés d'Édouard Aidans. Entre 1965 et 1969, puis entre 1978 et 1980, Endry est présent dans ce même journal. Il réalise trois courts récits sur des scénarios de Jacques Acar ou François Craenhals. Après avoir réalisé deux courtes histoires humoristiques avec la série animalière Carbone Crampon publiées en 1965 et 1966 en collaboration avec le scénariste Jacques Acar, il est l'illustrateur de la rubrique animalière éducative De Âne à Zèbre pour trente parutions de 1968 à 1969. À la fin des années 1970, il revient dans les pages de Tintin avec une série humoristique d'un entrepreneur ambitieux, Orphylon qui vit neuf récits courts de 1978 à 1980, réalisé soit en solo soit en collaboration avec les scénaristes Lucien Meys et Jean-Claude Lowenthal. On lui doit encore un gag Tubifex sur un scénario de Lowenthal publié dans Spirou Festival en 1981.

### Fantômette
En 1985, Endry dessine le quatrième et dernier opus basé sur la série de romans jeunesse de la justicière masquée Fantomette de Georges Chaulet intitulé : Fantômette fend les flots dans la collection  « Hachette BD » publié aux éditions Hachette en 1985. Les trois premiers épisodes ont été réalisés en 1982 et 1983 par Chaulet et François Craenhals.

### Bandes dessinées publicitaires
Une grande partie de la production d'Endry dans les années 1970 et 1980 sont des bandes dessinées à des fins promotionnelles ou éducatives. À la fin des années 1960, il réalise plusieurs pages de bandes dessinées commanditées par les lampes Osram et publiées dans Tremplin. Pour cette même marque, Endry réalise également une histoire de l'éclairage, qui est publié sous le titre Pleins Feux sur Lumen - L'histoire de la lumière en 1969. Avec Craenhals, Endry réalise encore des bandes promotionnelles pour le guide Le Français correct de Maurice Grevisse.
En 1976, Endry dessine Les Quelques plus et les Beaucoup moins, une bande dessinée promotionnelle sur la culture des œufs, l'album est au format à l'italienne, écrite par M. A. Gruloos, elle paraît d'abord en série à suivre dans Zonnekind puis publié sous forme d'album par le Office national des débouchés agricoles et horticoles (ONDAH). Endry et Gruloos collaborent également à une histoire humoristique sur le sport pour le journal flamand Kangoeroe pour enfants en 1976 et publié par la National Sports Association of Catholic Education (NSVO). En 1991, Endry illustre Fumer, ça empoisonne la vie !, une bande dessinée anti-tabac destinée aux enfants, diffusée par la Fondation pour la chirurgie cardiaque. La bande dessinée a été rééditée en 1997. Endry conçoit également la mascotte et le logo de Meli Park, un parc à thème centré sur le miel aujourd'hui disparu à Adinkerke en Flandre-Occidentale. Parmi ses autres travaux publicitaires figurent des autocollants pour les chips Samo et des sous-bocks pour Stella Artois.
En outre, il participe grandement au calendrier scout de 1962 en réalisant les illustrations des mois de janvier, mars, mai, juillet, septembre et novembre 1962.

## Œuvres

### Albums de bande dessinée
Fantomette
- 4. Fantômette fend les flots, Hachette, coll. « Hachette BD », Paris, janvier 1985
Scénario : Georges Chaulet - Dessin : Endry - Couleurs : quadrichromie -  (ISBN 2-7333-0168-3)

### Collectifs
- Images du scoutisme - 50 ans de calendrier FSC[8], FSC, Bruxelles, 1991
Scénario et couleurs : collectif - Dessin : collectif dont Endry,Préface : Stéphane Steeman. Participation : janvier ; mars ; mai; juillet ; septembre ; novembre 1962.

### Illustrations
- Hopi et Cati sauvent Mamanours, Craenhals, Endry, Casterman, coll. « Farandole », 1968 (OCLC 459772326)
- Hopi et Cati au jardin du soleil, F. Craenhals, Endry, Casterman, coll. « Farandole », 1969 (OCLC 893745189)
- Hopi et Cati, sur la piste des fleurs mauves, F. Craenhals, Endry, Casterman, coll. « Farandole », 1969 (OCLC 424338431)
- Hopi et Cati explorent la grande forêt, F. Craenhals, Endry, Casterman, coll. « Farandole », 1969 (OCLC 424338809)
- Hopi et Cati sur le grand fleuve, F. Craenhals, Endry, Casterman, coll. « Farandole », 1970 (OCLC 893745299).

### En revues et journaux
- Luc Tremplin : Opération Zéro de F. Craenhals, Endry (décors), (46 planches) dans Tremplin du no 21 du 22 mai 1964 au no 14 du 2 avril 1965.

#### Livres
: document utilisé comme source pour la rédaction de cet article.
- Philippe Mellot, Michel Denni, Laurent Turpin et Isabelle Morzadec, Trésors de la bande dessinée : BDM 2023-2024 - Catalogue encyclopédique et Argus, Paris, Les Arènes, novembre 2022, 23e éd., 1677 p., ill. ; 23 cm (ISBN 9791037507280, OCLC 1351462460, présentation en ligne), p. 483. .

### Podcasts
- Interview avec Patrick Cadot et Hommage à Endry émission Eclectrique présentée par Romain Pierre Giergen, intervenant : Patrick Cadot, sur 48FM via Mixcloud, 2018, (34 min 38 s).